# Droga wojewódzka nr 232
Droga wojewódzka nr 232 (DW232) – droga wojewódzka na terenie województwa kujawsko-pomorskiego. DW232 łączy ulicę Kamienną (DK80) z Aleją Jana Pawła II (DW239) w Bydgoszczy. Znajduje się ona w całości na terenie powiatu grodzkiego Bydgoszcz.

## Miejscowości leżące przy trasie DW232
- Bydgoszcz – ul. Kamienna (DK80)
- Bydgoszcz – Al. Jana Pawła II (DW239)